# Coeliccia sarbottama
Coeliccia sarbottama là loài chuồn chuồn trong họ Platycnemididae. Loài này được Lahiri mô tả khoa học đầu tiên năm 1987.